# Balanopostitida
Balanopostitida (latinsky: Balanoposthitis) je zánět žaludu a předkožky penisu. Jeho typickým projevem je bolestivý otok předkožky a hnisavý výtok z předkožkového vaku. Častěji postihuje diabetiky.
Zánět pouze žaludu penisu se označuje jako balanitida, zánět pouze předkožky jako postitida.

## Příčiny

### U člověka

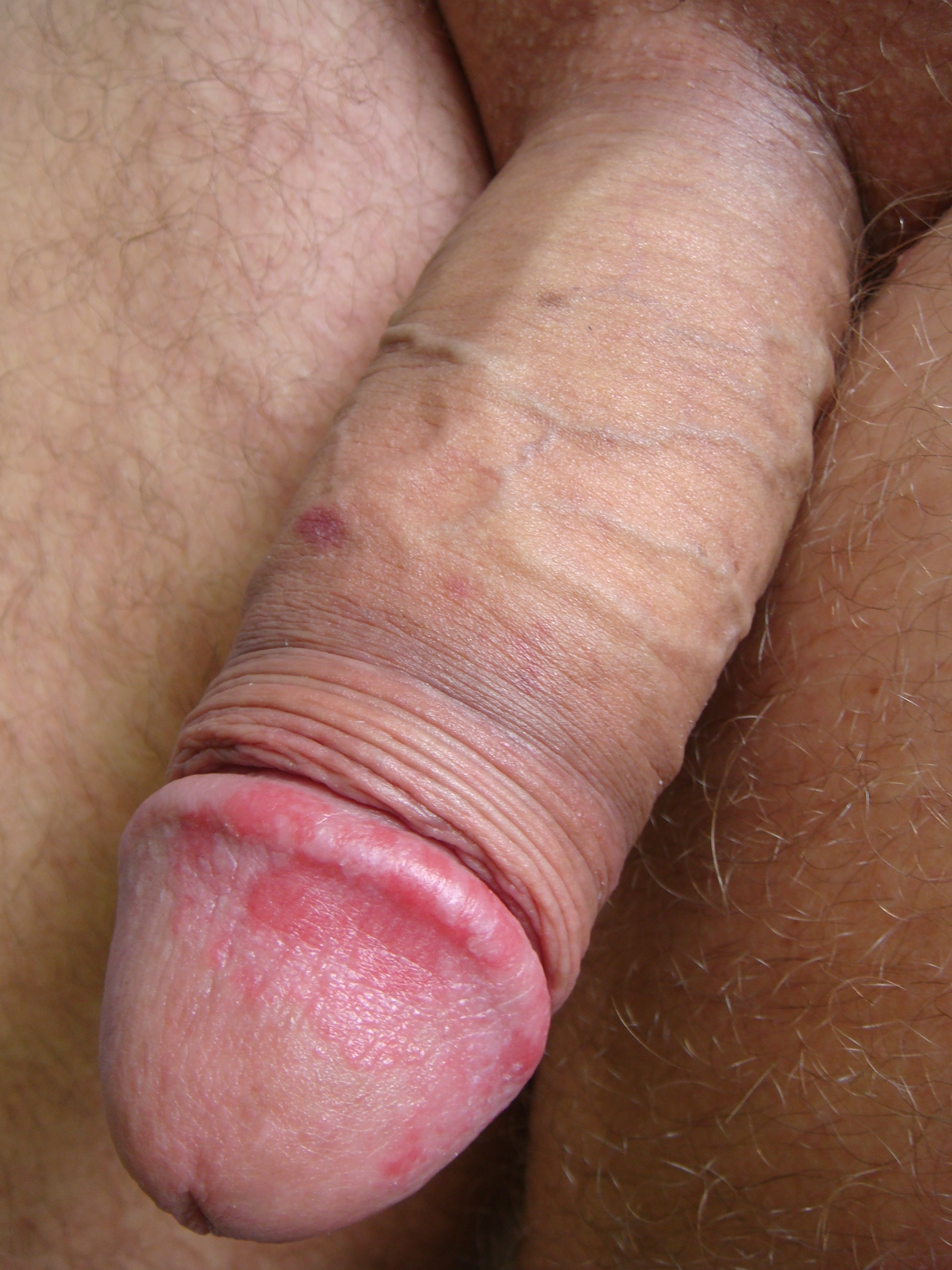
Balanopostitida

U člověka rozlišujeme dva druhy balanopostitidy, a to akutní (Balanoposthitis acuta) a chronickou (Balanoposthitis chronica). Akutní balanopostitidu dělíme podle příčin na:
- Akutní infekční balanopostitida (Balanoposthitis acuta infectiosa) – důsledek špatné hygieny
- Kvasinková balanopostitida (Balanoposthitis candidomycetica)

Chronické balanopostitidy mohou mít řadu příčin, mezi něž patří smíšená nevyvážená bakteriální flóra, kvasinky, dráždivé vlivy, případně alergie. Příčinou rovněž může být fimóza.

### U zvířat
U psů je balanopostitida způsobena narušením krycí soustavy v důsledku zranění či zanesení cizího tělesa. Pes se při tomto zánětu chová normálně, patrné je však výrazné olizování předkožky a běžný je též žluto-zelený hnisavý výtok.
U ovcí (beranů a skopců) je ulcerativní enzootická balanopostitida způsobena bakteriemi skupiny Corynebacterium renale (C. renale, C. pilosum & C. cystidis).
U býků způsobuje tento zánět bovinní herpes virus 1.